# Botberg
Botberg är en kulle i Åland (Finland). Den ligger i den västra delen av landskapet, 20 km nordväst om huvudstaden Mariehamn. Toppen på Botberg är 42 meter över havet, eller 18 meter över den omgivande terrängen. Bredden vid basen är 1,2 km. Botberg ligger på ön Fasta Åland.
Terrängen runt Botberg är platt. Havet är nära Botberg åt nordost. Närmaste större samhälle är Jomala, 15,5 km sydost om Botberg. 
I omgivningarna runt Botberg växer i huvudsak barrskog. Runt Botberg är det glesbefolkat, med 19 invånare per kvadratkilometer.